# Chocolatey
Chocolatey ist ein von Rob Reynolds seit 2011 entwickelter, anwendungsorientierter Paketmanager für Windows-Betriebssysteme. Er lässt sich über die optionale GUI steuern oder mit Textbefehlen in der  Kommandozeile (Eingabeaufforderung oder PowerShell). Er automatisiert  Herunterladen, Installation und Aktualisierung von Anwendungen.
Im Textmodus wird die Installation einer größeren Anzahl von Anwendungen vereinfacht und beschleunigt. Außerdem lässt sich die Aktualisierung aller mit Chocolatey installierten Anwendungen mittels choco upgrade all -y sehr effizient durchführen.
Die graphische Oberfläche muss zunächst mit Hilfe von choco install chocolateygui nachinstalliert werden, um Pakete komfortabel verwalten zu können.
Technisch gesehen nutzt man die freie Open-Source-Paketverwaltung NuGet, die auch zur Softwareentwicklung unter .NET eingesetzt werden kann. Von daher leitet sich auch der Name Chocolatey (= schokoladig) ab, da im Englischen „NuGet“ sich ähnlich wie Nougat anhört.
Die Software greift auf ein umfangreiches und stetig wachsendes Repository mit ca. 9760 (Stand: Juni 2023) verschiedenen Software-Paketen zu. Das Repository wird durch eine Community gepflegt.

## Editionen
Aktuell wird Chocolatey in einer kostenlosen („Open Source“) und zwei kostenpflichtigen („Pro“ und „Business“) Varianten angeboten. Eingesetzt werden kann es bei Windows 7 bzw. Windows Server 2003 und den jeweiligen neueren Windows-Versionen. Voraussetzung ist weiterhin eine Installation der PowerShell und des .NET-Framework, Version 4.

## Boxstarter
Chocolatey dient auch als Grundlage für Boxstarter, einem Tool zur Automatisierung komplexer Installationsarbeiten (beispielsweise die schnelle Einrichtung von Entwickler-PCs).